# Jezioro Skąpe (powiat chojnicki)
Jezioro Skąpe (kaszb. Jezoro Skapé) – długie przepływowe jezioro rynnowe w Polsce, położone w mezoregionie Bory Tucholskie, w województwie pomorskim, w powiecie chojnickim, w gminie Brusy, na obszarze Kaszub Południowych, w kompleksie leśnym Borów Tucholskich. Z jeziora wypływa rzeka Parzenica. Charakteryzuje się wysokimi, piaszczystymi i całkowicie zalesionymi brzegami.

## Morfometria
Powierzchnia zwierciadła wody według różnych źródeł wynosi od 123,5 ha przez 132,2 ha do 156,06 ha.
Zwierciadło wody położone jest na wysokości 139,0 m n.p.m. lub 140,1 m n.p.m. Średnia głębokość jeziora wynosi 7,1 m, natomiast głębokość maksymalna 20,1 m lub 20,5 m.
W oparciu o badania przeprowadzone w 1995 roku wody jeziora zaliczono do II klasy czystości.

## Opis jeziora
Jezioro nie posiada żadnej infrastruktury budowlanej wokół brzegów, ani drogi asfaltowej. Na południowym krańcu jeziora możliwe jest wodowanie łodzi za sprawą niskiego twardego łąkowego brzegu i dostępnej drogi gruntowej. Południowy kraniec jeziora to także niewielka budowla hydrotechniczna z jazem. Północny kraniec jeziora łączy się nie zarośniętą cieśniną z niewielkim płytkim zamulonym rozlewiskiem (jezioro Łazy, długość ok. 200 m), które poprzez naturalny ciek wodny bez odczuwalnego nurtu (długość ok. 200 m) łączy się z okrągłym jeziorem Blewiec o średnicy do 500 m.. Wspomniane przesmyki wodne są dostępne dla kajaków, kanadyjek i łodzi wiosłowych.